# Municipio de Madison (condado de Columbiana)
El municipio de Madison (en inglés: Madison Township) es un municipio ubicado en el condado de Columbiana en el estado estadounidense de Ohio. En el año 2010 tenía una población de 3196 habitantes y una densidad poblacional de 34,57 personas por km².

## Geografía
El municipio de Madison se encuentra ubicado en las coordenadas 40°41′27″N 80°41′32″O / 40.69083, -80.69222. Según la Oficina del Censo de los Estados Unidos, el municipio tiene una superficie total de 92.44 km², de la cual 92,29 km² corresponden a tierra firme y (0,16 %) 0,15 km² es agua.

## Demografía
Según el censo de 2010, había 3196 personas residiendo en el municipio de Madison. La densidad de población era de 34,57 hab./km². De los 3196 habitantes, el municipio de Madison estaba compuesto por el 98,69 % blancos, el 0,22 % eran afroamericanos, el 0,13 % eran amerindios, el 0,19 % eran asiáticos y el 0,78 % eran de una mezcla de razas. Del total de la población el 0,34 % eran hispanos o latinos de cualquier raza.